# Bergtatt – Et Eeventyr i 5 Capitler
Bergtatt - Et Eeventyr i 5 Capitler ("Začaran – bajka u 5 poglavlja") prvi je studijski album norveškog black metal-sastava Ulver. Diskografska kuća Head Not Found objavila ga je u veljači 1995. Album je sniman u Endless Lydstudiju u Oslu od studenoga do prosinca 1994. Za tonsku obradu i produkciju zaslužan je Kristian Romsø.
Album je hvaljen zbog svoje jedinstvene atmosfere i opisan je kao "tajanstven, melankoličan, jeziv i neobično miran". Stihovi pjesama pisani arhaičnim dansko-norveškim jezikom nastali su pod velikim utjecajem skandinavskih narodnih priča i nadahnuti su baroknim pjesnicima kao što su Ludvig Holberg i Thomas Kingo.

## Pozadina
Bergtatt je prvi album u Ulverovoj trilogiji black metala. Objavljen je tijekom uspona supkulture black metala u Norveškoj početkom devedesetih godina 20. stoljeća. Odvojen od jednostavnijeg black metal-zvuka svojih suvremenika, Ulver je u svoje pjesme uvrstio elemente norveške narodne glazbe; pojavljuju se akustična gitara, flauta, usredotočenost na melodiju, čisti vokali uz brz tempo, death growl, jako distorzirane gitare, bubnjanje uz tehniku blast beat, niska kvaliteta zvuka i nekonvencionalne strukture pjesama. Zbog toga je sastav nazivan i folk metal-skupinom.
Tekstovi na Bergtattu znatno odstupaju od stihova pjesama ostalih sastava drugog vala black metala. Iako sadrži elemente preuzete iz norveškog folklora, ne sadrži protukršćanske teme (koje su prisutne u pjesmama skupina kao što su Darkthrone i Burzum). Ime albuma Bergtatt znači začaran; u norveškom folkloru riječ se odnosi na ljude koji odlutaju u šume i planine nakon što ih onamo namame trolovi ili druga mitska bića.
Folklorni elementi albuma odvojeni su i prošireni na drugom albumu Kveldssanger, na kojem se nalaze klasična gitara, violončelo i zborski komorni napjevi prekriveni suptilnim orkestralnim pejzažima. Treći album sastava Nattens Madrigal napušta te akustične i atmosferske elemente, a odlikuje se iznimno niskom kvalitetom zvuka, tj. "sirovim i mračnim" black metal-zvukom.

## Popis pjesama
Tekstovi: Garm, glazba: Ulver.
| 1.    | »Capitel I: Troldskog faren vild« (Poglavlje I: Izgubljen u tamnoj šumi)               | 7:51 |
| 2.    | »Capitel II: Soelen gaaee bag Aase need« (Poglavlje II: Sunce zalazi iza brda)         | 6:34 |
| 3.    | »Capitel III: Gaablick blev hun vaer« (Poglavlje III: Sive oči je požljivo promatraju) | 7:45 |
| 4.    | »Capitel IV: Een Stemme locker« (Poglavlje IV: Glas zove)                              | 4:01 |
| 5.    | »Capitel V: Bergtatt - ind i Fjeldkamrene« (Poglavlje V: Začarani - U planinske odaje) | 8:06 |
| 34:17 |                                                                                        |      |

## Recenzije
AllMusic pohvalio je album napisavši: "Bergtatt svakako nije najžešći ili najagresivniji black metal-album; nije ni najzlobniji ili najbogohulniji. Ističe se raznolikim vokalnim stilovima i izvrsno napisanim pjesmama, ali i jedinstvenom atmosferom – tajanstvenom, melankoličom, jezivom i neobično mirnom."
Angry Metal Guy napisao je: "S glazbenog se gledišta pjesme na albumu usredotočuju na melodiju i atmosferu, spajaju black metal s akustikom, reverbom i prekrasnim, melankoličnim pjesmama. Izbjegavaju čak i sotonizam u tekstu i slikama. Ali Ulver je bio tu kada je sve počelo; njegovi su članovi autsajderi u sceni autsajdera."

## Zasluge
| Ulver - Garm – vokal - Haavard – gitara - Aismal – gitara - Skoll – bas-gitara - AiwariklaR – bubnjevi, prijevodi | Dodatni glazbenici - Sverd – klavijature - Lill Kathrine Stensrud – vokal, flauta Ostalo osoblje - Tanya "Nacht" Stene – naslovnica albuma - Kristian Romsøe – produkcija, inženjer zvuka, miks - Craig Morris – mastering |